# Óscar Guardingo Martínez
Óscar Guardingo Martínez (Barcelona, 6 d'octubre de 1975) és un sindicalista i polític català senador al Senat d'Espanya en la XI i XII Legislatures.
Resideix a l'Hospitalet de Llobregat, on s'ha implicat en els moviments socials i va ser membre de la Comissió local d'Esquerra Unida i Alternativa. Des de 2003 treballa a Seat, on ha estat sindicalista per Comissions Obreres. També és redactor de Comunistes.cat. Vinculat a Podem, des de 2015 hi ha exercit de secretari de relacions amb la societat civil i de participació.
Fou escollit senador per la província de Barcelona dins la formació En Comú Podem a les eleccions generals espanyoles de 2015 i 2016.